# Cathédrale du Saint-Nom de Steubenville
Cette  cathédrale n’est pas la seule cathédrale du Saint-Nom.
La cathédrale du Saint-Nom (en anglais : Holy Name Cathedral) est l'église-mère du diocèse de Steubenville aux États-Unis.  Elle se trouve à Steubenville dans l'Ohio. C'est une construction moderne datant de 1957.

## Histoire
La paroisse est fondée en 1885. Une première église néo-romane est construite en 1890 et celle-ci en 1957.  La première église est élevée au rang de cathédrale quand le diocèse de Steubenville 
est érigé en 1945,.
Le 8 juin 2008, la paroisse du Saint-Nom fusionne avec celles du Saint-Rosaire, de Saint-Antoine, de Saint-Pie-X, de Saint-Stanislas, et du Christ-Roi pour former la nouvelle paroisse du Triomphe-de-la-Croix de Steubenville. Seules deux églises sont rescapées : la cathédrale du Saint-Nom et l'église du Saint-Rosaire.  
L'évêque de Steubenville, Mgr Conlon, commence à lever des fonds pour construire une nouvelle  cathédrale à l'ouest de la ville.  Après avoir réuni 8,5 millions de dollars, il décide en novembre 2011 de renoncer à ce plan, jugé trop risqué financièrement. En juin 2013, le nouvel évêque, Mgr Jeffrey Monforton, annonce que le diocèse garde la cathédrale actuelle qu'il va s'engager à rénover, à y installer un nouveau système de sécurité et un système de transmission télévisé pour les messes et construire les tours qui avaient été projetées en 1957. L'évêque s'engage à employer des firmes locales et des travailleurs de la région. Il ajoute que l'évêché va travailler avec l'église grecque orthodoxe de Steubenville et la bibliothèque publique de Steubenville, ainsi que le comté de Jefferson pour revitaliser le quartier,.

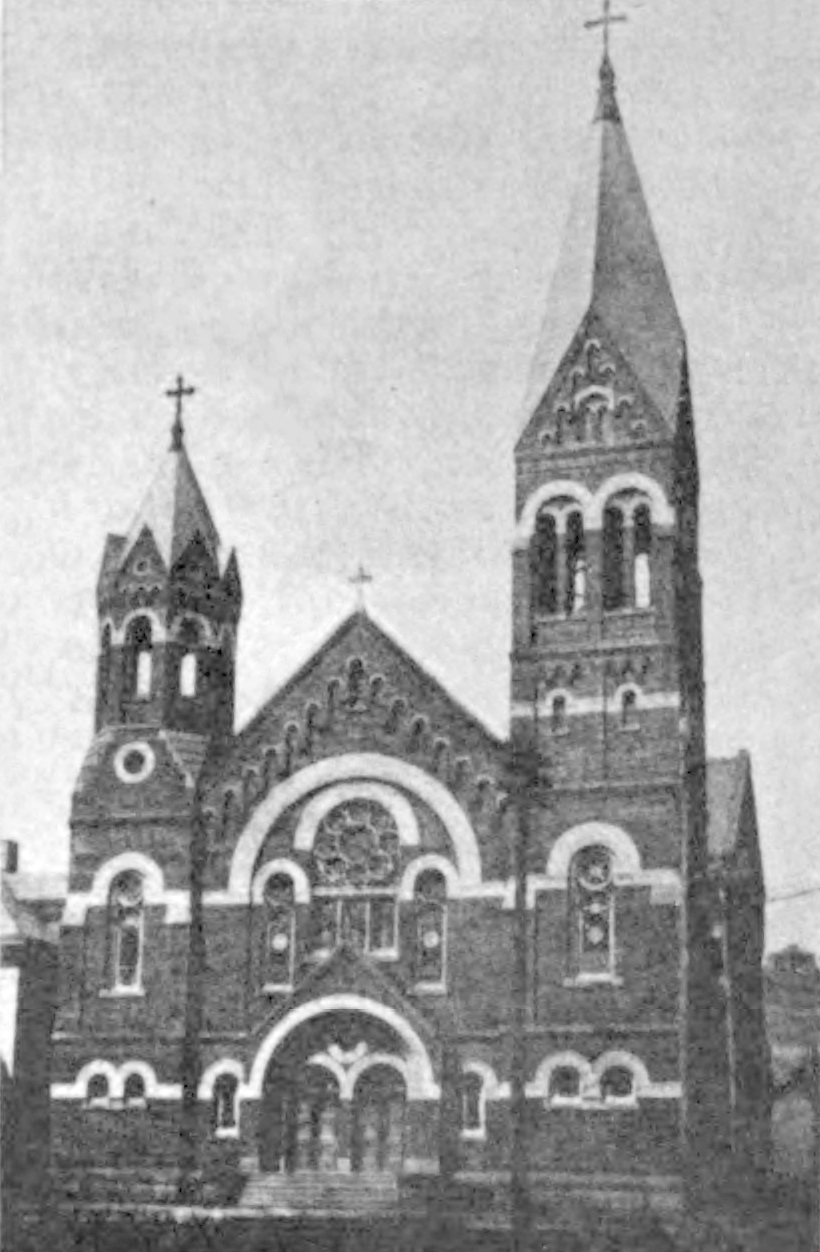
La cathédrale en 1910